# Jana Belomoina
Jana Boryssiwna Belomoina (ukrainisch Яна Борисівна Беломоіна, englische Transkription Yana Belomoina bzw. Yana Belomoyna; * 2. November 1992 in Luzk) ist eine ukrainische Mountainbikerin, die im Cross-Country aktiv ist.

## Werdegang
International machte Belomoina erstmals im Jahr 2010 auf sich aufmerksam, als sie bei den Mountainbike-Weltmeisterschaften die Silbermedaille im Cross-Country (olympisch) (XCO) der Junioren gewann und auch im UCI-Mountainbike-Weltcup erstmals auf dem Podium stand.
Nach dem Wechsel in die U23 wurde sie im Jahr 2011 erstmals nationale Meisterin. Es folgten mehrere Einzelsiege im U23-Weltcup, in den Jahren 2012 und 2014 gewann sie jeweils die Weltcup-Gesamtwertung in der U23. Im Jahr 2013 wurde sie Europameisterin und belegte den dritten Platz bei den Weltmeisterschaften der U23 im XCO.
Im Jahr 2012 nahm Belomoina auch das erste Mal an den Olympischen Spielen im Cross-Country teil und belegte den 13. Platz. Im Jahr 2016 hatte sie ihre zweite Teilnahme mit dem 9. Platz als Ergebnis.
Ihre bisher stärkste Saison in der Elite hatte Belomoina im Jahr 2017: sie wurde Europameisterin und gewann drei Weltcup-Rennen sowie zwei weitere Rennen der horse class im Cross-Country (olympisch). Am Ende der Saison belegte sie den ersten Platz sowohl in der Weltcup-Gesamtwertung als auch in der Weltrangliste im Cross-Country.
2018 und 2019 stand Belomoina auf dem Podium der Mountainbike-Europameisterschaften, bei den Olympischen Sommerspielen 2020 ging sie erneut an den Start und belegte den achten Platz. An die Weltcup-Ergebnisse aus der Saison 2017 konnte sie bisher nicht mehr anknüpfen.
Neben den Wettkämpfen im olympischen Cross-Country startet Belomoina auch immer wieder bei Etappenrennen und im MTB-Marathon. Im Jahr 2016 nahm sie am Absa Cape Epic teil, im Team mit Sabine Spitz gewann sie drei Etappen und belegte den zweiten Platz in der Gesamtwertung. 2020 belegte sie bei den Mountainbike-Marathon-Weltmeisterschaften den 5. Platz. Nach 2022 blieb sie im Weltcup und bei Weltmeisterschaften ohne Spitzenergebnisse. 2024 vertrat sie die Ukraine zum vierten Mal im olympischen Mountainbikerennen 2024, das sie wegen Überrundung nicht beenden konnte.

## Erfolge
| 2010 - Weltmeisterschaften (Junioren) – XCO 2011 - zwei Weltcup-Siege (U23) – XCO - Ukrainische Meisterin – XCO 2012 - Weltmeisterschaften (U23) – XCO - zwei Weltcup-Siege (U23) – XCO - Gesamtwertung UCI-MTB-Weltcup (U23) – Cross-Country - Ukrainische Meisterin – XCO 2013 - Weltmeisterschaften (U23) – XCO - zwei Weltcup-Erfolge (U23) – XCO - Europameisterin (U23) – XCO - Ukrainische Meisterin – XCO 2014 - zwei Weltcup-Erfolge (U23) – XCO - Gesamtwertung UCI-MTB-Weltcup (U23) – Cross-Country - Ukrainische Meisterin – XCO 2015 - Weltmeisterschaften – XCO - Ukrainische Meisterin – XCO - Int. MTB Bundesliga Goldtrophy Sabine Spitz (HC) | 2017 - Europameisterin – XCO - Ukrainische Meisterin – XCO - drei Weltcup-Siege - Gesamtwertung UCI-MTB-Weltcup – Cross-Country - Spring Ride Ultimate MTB Battle (HC) - Int. MTB Bundesliga Goldtrophy Sabine Spitz (HC) 2018 - Ukrainische Meisterin – XCO - Dachstein Salzkammergut Mountainbike Grand Prix (HC) 2019 - Europameisterschaften – XCO - Jelenia Góra Trophy (HC) 2020 - Europameisterschaften – XCO 2021 - Ukrainische Meisterin – XCO 2022 - Ukrainische Meisterin – XCO 2023 - Ukrainische Meisterin – XCO und XCC 2024 - Ukrainische Meisterin – XCO und XCC |